# Euphyia bituminea
Euphyia bituminea är en fjärilsart som beskrevs av Turner 1925. Euphyia bituminea ingår i släktet Euphyia och familjen mätare. Inga underarter finns listade i Catalogue of Life.